# Krwiożercza małpa
Krwiożercza małpa (ang. Blood Monkey) – amerykańsko-tajski horror z 2007 roku w reżyserii Roberta Younga. Wyprodukowany przez Genius Entertainment.

## Opis fabuły
Sześcioro studentów jedzie do Afryki, by pod kierunkiem profesora Hamiltona (F. Murray Abraham) badać zwyczaje małp. Na miejscu okazuje się, że celem obserwacji ma być stado szympansów zabójców. Choć Hamilton kusi młodych ludzi wizją sławy, oni potajemnie opracowują plan ucieczki.

## Obsada
- F. Murray Abraham jako profesor Hamilton
- Prapimporn Kanjunda jako Chenne
- Matt Ryan jako Seth
- Amy Manson jako Amy Armstrong
- Matt Reeves jako Greg Satch
- Laura Aikman jako Sydney Maas
- Sebastian Armesto jako Josh Dawson
- Freishia Bomanbehram jako Dani Sudeva